# Матера
За провинцията вижте Матера (провинция).
Матѐра (на италиански: Matera) е град и община в Южна Италия, административен център на провинция Матера в регион Базиликата. Разположен е на 401 m надморска височина. Населението на града е 60 600 души (към юли 2010).
Матера е градът от Италия, избран за Европейска столица на културата за 2019 година. Градът е избран през октомври 2014 г. след съревнование с още пет други италиански града — Каляри, Лече, Перуджа, Равена и Сиена. За 2019 година статутът на Европейска столица на културата се споделя между Матера и град Пловдив, България.